# Petropavl
Petropavl (tiếng Kazakh: Петропавл/Petropavl, tiếng Nga: Петропавловск, chuyển tự: Petropavlovsk), không nên nhầm lẫn với Petropavlovsk-Kamchatsky) là thành phố thủ phủ tỉnh Bắc Kazakhstan, Kazakhstan. 
Thành phố nằm bên sông Ishim ở phía bắc Kazakhstan, gần biên giới với Nga, khoảng 261 km về phía tây của Omsk dọc theo tuyến đường sắt xuyên Xibia. Dân số: 201.446 người (kết quả điều tra dân số 209), [2] 203.523 (kết quả điều tra dân số 1999) Population: Bản mẫu:Kz-census2009 Bản mẫu:Kz-census1999.

## Lịch sử
Petropavl được thành lập năm 1752 như một pháo đài Nga mở rộng khu định cư và ảnh hưởng của Nga vào lãnh thổ du mục Kazak về phía nam. Pháo đài có tên của nó sau hai vị thánh Thiên chúa giáo, tông đồ Phêrô và Phaolô. Nó được nâng thành thành phố vào năm 1807. Petropavl là một trung tâm thương mại quan trọng đối với lụa và thảm cho đến khi cuộc Cách mạng Nga năm 1917.

## Giáo dục
Petropavl có trường đại học nhà nước Bắc Kazakhstan, được thành lập vào năm 1937 như với tên Trường sư phạm Petropavlovsk.